# Георгиј Беријев
Георгиј Михајлович Беријев (рус. Георгиј Михајлович Бериев (Бериашвили); Тбилиси, 13. фебруар 1903, Тбилиси – 12. јул 1979, Москва) је био совјетски конструктор хидроавиона.

## Биографија
Георгиј Михајлович Беријев је рођен и одрастао у радничкој породици у Тбилисију где је ишао и завршио основну школу. Захваљујући директору основне школе који је био ентузијаста и користио сваку прилику да деци прошири видике Георгиј је имао прилику први пут да види авион који је заокупио дечију пажњу и побудио машту. Нажалост после завршене основне школе запослио се у ливници где је радио док родитељи нису смогли снаге да му омогуће даље школовање.
У родном месту је 1916. завршио и вишу основну школу и запослио се на железници где се специјализирао за механику. Кад је избила револуција учествовао је у њој прикључивши се Црвеној армији.
Године 1923, након што је завршио железничку школу у Тбилисију почео је да студира на Политехничком институту, одакле је 1925. године прешао на одсек за ваздухопловство на факултету за бродоградњу Лењинградског политехничког института .

## Радна биографија
Након студија, придружио се 1930. године Пројектантском бироу КБ МОС ВАО на челу са француским пројектантом Полом А. Ришард. Касније је МОС ВАО припојен ЦКБ ЦАГИ.
Године 1934. постављен је за главног конструктора и начелника Централног конструкторског бироа морнаричких авиона у Ваздухопловном погону бр.31 уТаганрогу и водио га до 1968.
Под његовим вођством, тим конструкторског бироа створио је серијске хидроавионе МБР-2 и МП-1 из 1932. године. Још пре увођења серијске производње МБР-2, Совјетски Савез је купио од Италије 24 летећа чамца Savoia-Marchetti SM.62 заједно са лиценцним правима за производњу. Беријев је учествовао у овладавању њихове лиценцне производње у Таганрогу. Авион је добио ознаку МБР-4 и испоручен је са италијанским моторима Isotta-Fraschini Asso снаге 550 kW.
Маја месеца 1938. године, следећи Беријевљев хидроавион, двомоторни МДР-5, је први пут полетео. Произведене су само два авиона, и није дошло до серијске производње.
Покушај да се модернизује МБР-2 навела је Беријева да 1939. године конструише прототип МБР-7 са још снажнијим мотором M-103 снаге 700 kW. Међутим, његова серијска производња није остварена.
Беријевљев плутајући двокрилац КОР-1 (Бе-2) уведен је као део наоружања совјетских тешких бојних бродова 1936. године. Авион је полетео са брода коришћењем катапулта а слетање на површину мора у близини матичног пловила након извршених задатака извиђања. Затим га је дизалица подизала на палубу брода. КОР-1 (бродски) достигао је брзину од 227 km/h плафон 2000 m, долет је био 530 km. Инсталирани мотор М-25А имао је снагу од 515 kW, стрељачко наоружање се састојало од два фиксна и једног покретног митраљеза.
Други извиђачки авион Г. М. Беријева за бојни брод постао је једномоторни моноплан КОР-2 (Бе-4)  са преклопљеним крилом у облику слова М. Прототип који је полетео крајем 1940. тек је уведен у серијску производњу 1942. године, када су евакуисане фабрике авиона у централну Азију.
После Другог светског рата 1945. направио је Беријев прототип ЛЛ-143 (летећи чамац), потпуно метални хидроавион за осмочлану посаду покретан мотором АШ-72 снаге 1.470 kW. Касније је побољшан у хидроавион Беријев Бе-6, којим је пилот М.И.Цепилов полетео 1949. године. Овај авион је двадесет година био стандардни поморски хидроавион совјетског ратног ваздухопловства, а Георгиј Михајлович Беријев је за свој пројект добио Државну награду.
За обалску патролну службу и превоз шест путника, Беријев је пројектовао једномоторни висококрилни авион Беријев Бе-8 . Радило се о амфибијском авиону са трупом у облику чамца и два балансирајућа пловка испод оба краја крила чији је стајни трап пресавијен у страну трупа. Војна верзија била је наоружана митраљезима. Међутим, серијска производња није остварена.
На прелазу из 1940-тих у 1950-те, Бериев је почео да експериментише са летећим чамцем, покретан млазним моторима. Прототип Беријев Р-1 добио је пар млазних мотора Климов ВК-1 као погонску групу потиска 26.5 kN, која се налазила изнад крила. Први лет извели су пилоти М.И.Цепилов и М.Сухомин 30. маја 1952. године. На надморској висини од 7.000 m прототип је достигао максималну брзину од 800 km/h, на нивоу мора 760 km/h. Имао је распон крила од 21,4 m, дужина 19,43 m, полетну тежину од 17.000 kg. Наоружање се састојало од четири топа НР-23 и 1.000 kg бомби, мина или торпеда. Домет хидроавиона Р-1 био је преко 2.000 km и плафон до 11.500 m. Совјетско морнаричко ваздухопловство сматрало је Р-1 експериментом и захтевало је напреднији авион.
Побољшана верзија је постао  Бе-10 (М-10), чија је серијска производња почела 1961. године. Два млазна мотора Љулка АЛ-7ПБ потиска 64 kN су смештени између трупа и корена крила. Само крило је имало стрелу од 35° са крајевима савијеним надоле и завршавала су се са помоћним пловцима. Авион је имао размах од 24 m и дужину од 33 m.
Беријевљев турбоелисни хидроавион Бе-12 Чајка (М-12) заузео је место старијих расходованих авиона Бе-6. Први пут је представљен јавности на аеромитингу у Тушину 1961. године и постао је нови стандардни морнарички авион совјетских оружаних снага. Бе-12 је поставио низ светских рекорда ФАИ за турбоелисне хидроавионе. Висински рекорд од 12.185 м без терета, и 9.352 са 10 t, брзински рекорд 565 km/h на затвореном кругу од 500 km. За категорију летећих чамаца, амфибијски авион Бе-12 првобитно није имао стајни трап.
Први чисто конвенционалан авион Беријевог конструкторског бироа био је транспортни авион за 14-15 путника категорије СТОЛ, Бе-30, који је полетео марта 1967. Прототип је још имао два радијална седмоцилиндрична мотора АШ-21 снаге 544 kW, али је већ други произведени пример имао пар турбоелисних агрегата Глушенков ТВД-10 са максималном снагом од 708 kW.
Друга варијанта овог авиона је продужена верзија за 18 путника Бе-32, која може бити опремљена скијашким или плутајућим стајним трапом.
Беријев дизајн укључује и Беријев ВВА-14 екраноплан из 1972. године.
По одласку у пензију живео је у Москви. Након смрти Георгија Бериева 1979. године конструисан је амфибијски авион Беријев А-40 Албатрос (Бе-42). Први прототип је полетео са посадом Јевгенија Лахмастова 8. децембар 1986. Други прототип, изложен у 1996. године у Британији (Ферфорд) на International Air Tatoo 96', као спасилачка модификација авиона Бе-42. Трећи прототип је био намењен за испитивање статичке чврстоће.
Још један млазни двомоторни амфибијски авион Конструкторског бироа Беријев, полетео је 24. септембра 1998, био је то Беријев Бе-200.

## Преглед пројеката Георгиј Михајлович Беријев-а

### Хидроавиони
- МБР-2 (1932.) - хидроавиона летећи чамац са једним мотором.
- МБР-5 (1938.) - двомоторни хидроавион - летећи чамац.
- МДР-5 (1938.) - двомоторни хидроавион - летећи чамац извиђач дугог долета.
- МБР-7 (1939.) - једномоторни хидроавион - летећи чамац.
- ЛЛ-143 (1945.) - једномоторни хидроавион - летећи чамац металне конструкције.
- Бе-6 (1949.) - једномоторни хидроавион - летећи чамац металне конструкције.

### Хидроавиони за катапучлтирање
- КОР-1 (Бе-2) (1936.) - хидроавион са пловцима.
- КОР-2 (Бе-4) (1942.) - хидроавион-летећи чамац.

### Реактивни чамци (летећи чамци на млазни погон)
- Р-1 (1952.) - двомоторни хидроавион - летећи чамац са млазним моторима.
- Бе-10 (1961.) - двомоторни хидроавион - летећи чамац са млазним моторима.

### Амфибије
- Бе-8 (1947.) - путнички хидроавион са подводним крилима за 6 путника.
- Бе-12/Бе-14 "Чајка" (1961.) - двомоторни хидроавион - летећи чамац са турбоелисним моторима.
- А-40 "Албатрос" (1986.) - двомоторни вишенаменски хидроавион са млазним моторима, прототип.

### Вишенаменски цивилни
- Бе-103 (1997.) - Путнички авион амфибија.
- Бе-200 (1998.) - Путнички авион амфибија.

### Конвенционални авиони
- Ан-30 (1974.) - авион за ваздушно осматрање и снимање из ваздуха.
- Бе-30/Бе-32 (1967.) - двомоторни путнички авион.
- Ту-142МР "Орао" (1977. ) - четворомоторни противподморнички авион великог долета.
- А-50 (1978.) - авион за рано упозоравање (АВАКС).
- А-100 (2017.) - авион за рано упозоравање (АВАКС).

### Експериментални авиони
- Бе-1 (1964.) - хидроавион са млазним мотором - прототип.
- ВВА-14 (1972.) - екраноплан
- А-60 (1978.) - летећа ласерска лабораторија.

### Нереализовани пројекти
- П-42 "Харпун"
- Бе-2500
- А-42 "Албатрос"
- Бе-101
- Океански линијски авион
- Ан-Бе-20

## Одликовања
- Ореден Лењина-два пута
- Орден Црвене заставе рада-два пута

## Медаље
- Стаљинову награду (1947, за авион Бе-6)
- Медаља "За војни заслуге".
- Медаља "За побједу над Немачком у Отађбинском рату 1941-1945."
- Јубиларне медаље.

## Награде
- Државну награду СССР (1968, за авион Бе-12)

## Признања
- Чин Генерал мајора инжењерско техничке службе (1951.)
- Научни чин доктора техничких наука и професора (1961.)